# Njája
A njája ( szanszkrit: न्याय; jelentése: érvelés) logikai bizonyítás vagy igazolás a hinduizmusban, a sruti és a szmriti mellett a vallási tudás megszerzésének harmadik módja.
Más értelemben a hat hindu bölcseleti iskola (darsana) egyike, logikai okfejtésen és vizsgálódásokon alapuló rendszer. További elnevezései: hétuvidjá (az okok ismerete), vádavidjá (a bizonyítási módok ismerete), pramánasásztra (a logika és ismeretelmélet tudománya). 
Alapítójának az ókori Gótama (Gautama) Aksapádát tartják, és neki tulajdonítják az iskola fő művét, a Njája-szútrát is, amely valószínűleg a Kr. e. 3. század körül keletkezett.
A njája kibővíti és továbbfejleszti  a szamána-tantrának, hozzá hasonlónak tekintett vaisésikát, és vele együtt a njája-vaisésika rendszert alkotja. Mindkét szemléletmód elfogadja, hogy az élet küszködés, fájdalom és szenvedés, s az igazi cél a megszabadulás (móksa), amely kizárólag a helyes megértés révén érhető el – ezért helyez nagy hangsúlyt a bizonyítható érvelésre és igazolásra. A njája célja egyértelműen vallási: a logika feladata, hogy elvezessen az igazsághoz, és ezzel a megszabaduláshoz, hiszen a megszabadulás legnagyobb akadálya a téves tudás (avidjá).
A 12. században a njája további fejlődésen ment keresztül, létrejött a navja-njája (új logika) iskolája, melynek Gangésa Tattvacsintámani című műve a legfontosabb tanúja (14. század). Gangésa védelmébe vette a helytálló megismerési formákat (pramánák), az igazság megállapításának négy módszerén alapulnak (lásd: Tizenhat padártha: 1. pont: pramána).

## Tizenhat padártha
A Njája logikájában szintén 16 padártha van felvéve, de e mesterszó értelme itt nem "kategória", hanem körülbelül olyasmi, mint a görög topos, azaz rubrika. - A 16 padártha a következő:
1. A pramána, "bizonyíték", a megismerés eszköze és forrása. Négy fajtája van: 
- a) pratjaksa, "érzéki észrevétel (percepció)"
- b) anumána, "következtetés" és pedig ) előzőből következőre (pl. felhők tornyosulásából esőre), ) következőből előzőre (pl. folyó megáradásából a hegyekben való esőzésre), ) egyesből általánosra (pl. egy mangófa virágzásából a mangófák virágzására, az egyes érzékszervekből az érzékszerv általános fogalmára)
- c) upamána, "analogia", voltaképpen az anumána faja, összehasonlító eljárás (ha pl. tudom, hogy a bivaly az ökörhöz hasonlít, akkor felismerhetem a bivalyt, ha soha nem is láttam)
- d) sabda, "hang, szó", autoritatív közlés, hitelt érdemlő tanúság, főleg a Véda.

2. A praméja, "bizonyítandó", a megismerés tárgya - minden ami a pramána által megállapítható. Tizenkét osztálya van, amelyeknek azonban édeskevés közük van a logikához. Ez osztályok a következők: a lélek (átman) - és pedig a legfőbb lélek (paramátman), az isten, és az egyéni lélek (dzsívátman); a test (saríra); az érzékszervek (indrija); az észrevétel tárgyai; a megismerés (buddhi); a belső orgánum (manasz); a tevékenység (pravrtti) - gondolat, szó és cselekedet által: a "hibák" (dósa) - és pedig a szeretet, gyűlölet és elvakúltság; a halál utáni létezés, azaz az újraszületés; a "gyümölcs" (phata), azaz a jelenvaló lét, tetteink és hibáink gyümölcse; a fájdalom (dukkha); a megváltás (apavarga).
3. A szansaja, "a kétség, kételkedés, bizonytalanság" - pl. egy a távolban látott tárgy fatörzs-e vagy ember, van-e lélek vagy nincs, a távolban látott víz délibáb-e vagy igazi víz.
4. A prajódsana, "motívum" - a cselekvésre indító s ezt meghatározó cél. Az első toposhoz hasonlóan a diszkusszió útját egyengeti.
5. A drstánta, "példa" - pozitív vagy negatív tapasztalati igazság, pl. ahol füst van, tűz is van; a vízben nincs tűz.
6. A sziddhánta, "a bebizonyított (illetőleg ilyennek tekintett) igazság" - pl. oly tantétel, amely minden filozófiai rendszerben el van fogadva. Ez és az első topos anyaggyűjtésre való és a szillogizmus előkészítése.
7-9. Az öt avajava, "tag", t. i. a szillogizmusnak öt tagja, és a tarka, "megfontolás, cáfolás" (apagoge, reductio ad absurdum) a nirnaja, "végleges ítélet" (conclusio) felé vezet.
A hetedik kategória - a szillogizmus (szintén njája) elmélete, ahonnan rendszerünk talán nevét is vette. A logika e része van legjobban kialakítva, míg az ítéletek tana éppen hogy érintve van. - Az ind szillogizmus sarkfogalma az indukcióra alapított vjápti, "áthatás" (pervasion): két észrevételnek állandó együttléte, két jelenségnek kivétel nélküli asszociációja (concomitantia). Ilyen vjápti pl. a füstnek tűz kíséretében való jelentkezése: ahol füst van, tűznek is kell lenni, s megfordítva: ahol tűz nincs, füst sem lehet. A füst a "jel" (linga) - "az, aminek (a tűztől) áthatva kell lennie" (vjápja), azaz aminek a tűz kíséretében fel kell lépnie; a tűz pedig a "jelhordozó" (lingin) - "az, ami (a füstöt) áthatja" (vjápaka), azaz, ami a füstöt kíséri. Egy füstölő hegy láttára tehát nyomban megállapíthatjuk, hogy a füstölő hegy a vjápti "tagja" (paksa), hogy tehát tűz van benne. Ez "a magunk számára való következtetés" (anumána szvártha), amelyben három tag van: a paksa (a füstölő hegy), lingin v. vjápaka (a tűz) és a linga v. vjápja (a füst). Ha azonban meg akarunk győzni valakit állításunk igazságáról, akkor a "más számára való" v. retorikai következtetés (anumána parártha) alkalmazandó, amelyben öt tag (avajava) van: 1. a pratidnyá, "állítás, assertio" (a hegyben tűz van), 2. a hétu, "ok", azaz érv, argumentum (mert a hegy füstöl), 3. az udákarana, "példa", t. i. a példával illusztrált vjápti (ahol füst van, ott tűz is van, pl. a tűzhelyen), 4. az upanaja, "alkalmazás, aplicatio" (a hegy is füstöl), 5. a nigamana, "következtetés, conclusio" (tehát a hegyben is tűz van). Az öt tagú ind szillogizmust a három tagú arisztotelészi szillogizmussal összehasonlítva könnyű megállapítani, hogy a harmadik tag megfelel a feltételnek (propositio maior), a negyedik és második az altételnek (propositio minor), az ötödik és első a zárótételnek (conclusio). A tagok ötössége annak következtében áll elő, hogy a zárótétel (5) mint állítás (1) s az altétel (4) mint indokolás előre van bocsátva - mégpedig azért, mert itt másnak a tanításáról van szó, aki folyton keresi a tagok közti kapcsolatot. Az ind szillogizmus tehát leplezett dialógus. Egyébként meglepően hasonlít a görög szillogizmushoz s későbben három tagja is van (a három első vagy utolsó), de történeti összefüggésről bizonnyal szó sincs.
10. váda, "megvitatás, discussio", komoly, tudományos megbeszélés az igazság kiderítésére (pl. tanító és tanítvány közt)
11. dsalpa, szofisztikus vitatkozás
12. vitandá, "chicane" - az ellenfélnek szándékos zavarba hozása;
13. cshala, "csűrés-csavarás";
14. dsáti, - ostoba ellenvetés;
15. hétv-ábhásza, "ál-ok" - paralogizmus, szofizma;
16. nigraha-szthána, "ok a vitatkozás abbahagyására, (ha az ellenfél nem képes vagy nem akar érteni)
A tizenhat padártha helyes ismerete folytán megsemmisül a hamis ismeret, a hiba (dósa), a tevékenység (pravrtti), a születés és szenvedés, és beáll a legfőbb üdvösség (nih-sréjasza), a megváltás (apavarga) ismerete.